# وليام فريبورن
ويليام فريبورن (13 ديسمبر 1816 م- 3 يونيو 1900) رائدًا في مينيسوتا ومونتانا وكاليفورنيا. حيث تمت تسمية مقاطعة فريبورن بولاية مينيسوتا باسمه.

## الريادة
وُلد فريبورن في مقاطعة ريتشلاند بولاية أوهايو عام 1816 وانتقل إلى سانت بول بولاية مينيسوتا عام 1848. وبحلول عام 1853 انتقل فريبورن إلى ريد وينج بولاية مينيسوتا. وفقًا لوارن أبهام، كان لدى فريبورن "اهتمامات كبيرة، كما هو الحال أيضًا في كانون فولز. انتقل فريبورن إلى مونتانا، حيث أمضى موسمًا كعامل مناجم ذهب في جبال روكي. في عام 1868 وصل فريبورن إلى سانتا مارغريتا، كاليفورنيا، حيث استقر في مزرعة للماشية. بالعودة إلى مينيسوتا، كتب توماس نيوسون عن فريبورن،
"لقد كان رجلاً يتمتع بأفكار تقدمية ومضاربة، نشيطًا، ومخططًا دائمًا، ولديه قدرة في إثارة اهتمام الأطراف الأخرى بمشاريعه. لقد كان رجلاً يتحدث بهدوء، ذو مظهر قاس ولم يكن خائفًا من المغامرة".

## وليام فريبورن كسياسى
خدم فريبورن كعضو في مجلس مينيسوتا الإقليمي في الهيئة التشريعية الإقليمية لولاية مينيسوتا من 1854 إلى 1857، وكان عمدة ريد وينج، مينيسوتا [بحاجة لمصدر]في عام 1858، واستقال بعد أقل من عام. كما خدم في مجلس مدينة سانت بول بولاية مينيسوتا.

## الوفاة
توفى وليام فريبورن في 3 يناير 1900 عن عمر يناهز 84 عاما.